# Стоян Томов
 Тази статия е за българския революционер.  За българския строител вижте Стоян Томов (строител).  
Стоян Томов е български революционер, деец на Вътрешната македоно-одринска революционна организация.

## Биография
Стоян Томов е роден на 5 април 1870 година в село Кладара, Малкотърновско. Участва на конгреса на Петрова нива, след което е в четата на Михаил Герджиков. С нея е при извършването на атентата на гара Синекли. По-късно е в четата на Кръстьо Българията и взема участие в Преображенското въстание.